# Кошаро-Олександрівка
Коша́ро-Олекса́ндрівка — село в Благовіщенській громаді Голованівського району Кіровоградської області України. Населення становить 363 осіб.

## Пам'ятки
Біля села знаходиться ландшафтний заказник місцевого значення Гренівський заказник.

## Населення
Згідно з переписом УРСР 1989 року чисельність наявного населення села становила 382 особи, з яких 177 чоловіків та 205 жінок.
За переписом населення України 2001 року в селі мешкали 363 особи.

### Мова
Розподіл населення за рідною мовою за даними перепису 2001 року:
| Мова       | Відсоток |
| ---------- | -------- |
| українська | 98,62 %  |
| російська  | 0,55 %   |
| молдовська | 0,28 %   |
| інші       | 0,55 %   |